# Phil Hartman
Phil Hartman, født Philip Edward Hartmann, (24. september 1948 – 28. maj 1998) var en canadisk født amerikansk skuespiller, komiker, tegnefilmsdubber, manuskriptforfatter og grafisk kunstner. Han er bedst kendt for sin medvirken i det amerikanske sketchshow Saturday Night Live og som tegnefilmsdubber på The Simpsons, hvor han bl.a. lagde stemme til figurer som Troy McClure og Lionel Hutz. Han blev skudt af sin kone.

## Udvalgt filmografi
- De kom, de så, de løb! (1986)
- Dødbringende måben 1 (1993)
- Coneheads (1993)
- Bøgernes herre (1994)
- Sgt. Bilko (1996)
- Mission julegave (1996)
- Small Soldiers (1998)